# Santa Coloma de Queralt
Santa Coloma de Queralt – gmina w Hiszpanii, w prowincji Tarragona, w Katalonii, o powierzchni 34,05 km². W 2011 roku gmina liczyła 3040 mieszkańców.